# Масив
Вижте пояснителната страница за други значения на Масив.
Масивът (на френски: massif – голям, масивен) е изолирана планина, имаща приблизително еднаква дължина и ширина и ограничена от ясно изразени разломи и флексури.
При движението на земната кора масивът има тенденция да запазва своята вътрешна структура, докато се измества като цяло.
Обикновено масивът е слабо разчленен. Може да бъде обаче компактна група от свързани планински хребети, представляващи относително самостоятелна част от планинска верига.
Сред най-забележителните примери в Европа са Централният масив в региона Оверн, Франция, както и българският Рило-Родопски масив. Лицето на Марс е пример за извънземен масив.

## Планински масиви

### Африка
- Адрар дез Ифогас – Мали
- Аир – Нигер
- Бонго – Централноафриканска република
- Маруейжи – Мадагаскар
- Мулание – Малави
- Ватерберх – Южна Африка

### Антарктика
- Борг
- Крадок
- Къмпстън
- Масив Винсън
- Отуей

### Азия
- Анапурна – Непал
- Чу Пон – Виетнам
- Дхаулагири
- Хазаран – Иран
- Кангчендзьонга – Индия
- Накълс – Шри Ланка
- Кондьор – Русия
- Кугитангтау – Туркменистан
- Логар – Логар, Афганистан
- Арарат – Турция
- Еверест – границата на Непал и Тибет (Китай)
- Кинабалу – Малайзия
- Томурауши – Япония
- Нанга Парбат – Пакистан
- Нун Кун – Индия
- Панчули – Индия
- Югоизточен азиатски масив

### Европа
- Алпилес – Франция
- Аравис – Франция
- Арморикански масив – Бретан, Франция
- Богези – Франция
- Бофортен – Франция
- Бен Невис – Шотландия
- Чешки масив – Чехия
- Борне – Франция
- Бристолски масив – Великобритания
- Каланези
- Чахлъу – Румъния
- Cerces Massif
- Шабле – Франция
- Шартрьоз – Франция
- Корнубийски масив – Великобритания
- Деволю – Франция
- Екрин – Франция
- Готард – Швейцария
- Юнгфрау – Швейцария
- Юра – Франция
- Лозиер
- Л'Естерел
- Лонг Минд – Англия, Великобритания
- Люберон – Франция
- Централен масив – Франция
- Меркантур – Франция
- Монтгре – Испания
- Монтсерат – Испания
- Рило-Родопски масив – България
- Вогези – Франция
- Сила – Италия
- Телефе – Франция
- Троодос – Кипър
- Кейра – Франция
- Ваноаз – Франция
- Веркор – Франция
- Витоша – България
- Вогези – Франция

### Кариби
- Масив де ла Хоте – Хаити
- Вале Нуево – Доминиканска република

### Океания
- Биг Бен – Хърд и Макдоналд

### Северна Америка
- Лаврентийски планини – национален парк Жак Картие, Канада
- Льо Масиф – Канада
- Едзиза – Канада
- Жуно – Аляска
- Мьо Конт – Тенеси
- Лоуган – Канада
- Мийгър – Канада
- Септимус – Канада
- Шуксан – Вашингтон
- Тетон – Уайоминг

### Южна Америка
- Бразилски масив – Аржентина
- Сера до Имери – Венецуела и Бразилия

### Подводни масиви
- Атлантически масив – част от Централноатлантическия хребет в северния Атлантически океан